# Tricentrus neokamaonensis
Tricentrus neokamaonensis är en insektsart som beskrevs av Yasmeen och S. Ahmad 1976. Tricentrus neokamaonensis ingår i släktet Tricentrus och familjen hornstritar. Inga underarter finns listade i Catalogue of Life.